# Сімхаварман IV
Джая Сімхаварман IV (जयसिंहवर्मन्; бл. 1284 — 1312) — раджа-ді-раджа Чампи в 1307–1312 роках. У в'єтнамських джерелах відомий як Че Чі.

## Життєпис
Походив з Одинадцятої династії Чампи. Син раджа-ді-раджа Сімхавармана III і першої дружини Бхаскарадеві. 1307 року спадкував батькові. Під час похорон Сімхавармана III його дайв'єтська дружина Хуєн Чан відмовилася слідувати традиції й самоспалитися. Чанські загони її брата — загони Чан Ань Тонга — врятували Хуєн Чан. У відповідь Сімхаварман IV став вимагати повернення провінцій О і Лі, які були передані Сімхаварманом III в обмін на шлюб з Хуєн Чан, але отримав відмову.
Почалася війна між Чампою і Дайв'єтом. Сімхавармана IV підтримало чампське населення О і Лі. Але зрештою раджа-ді-раджа зазнав поразки, потрапив у полон, де й загинув. На трон зійшов його зведений брат Сімхаварман V.